# Iso Kiemajärvi
Iso Kiemajärvi och Pieni Kiemajärvi eller Kiemajärvet är sjöar i Finland. De ligger i kommunen Pihtipudas i landskapet Mellersta Finland, i den centrala delen av landet, 400 km norr om huvudstaden Helsingfors. Iso Kiemajärvi ligger 192 meter över havet. Arean är 45,6 hektar och strandlinjen är 2,8 kilometer lång. Sjön  ingår i Kymmene älvs huvudavrinningsområde.   I omgivningarna runt Iso Kiemajärvi växer i huvudsak blandskog.